# Bahnstrecke Étang–Santenay
| Nolay (Côte d’Or) mit der ehem. den Ort umlaufenden Bahntrasse und dem Viaduct de Cormot, 2015 |                      |                                                                |                                                                |
| Streckennummer (SNCF): | 761 000              |                                                                |                                                                |
| Kursbuchstrecke (SNCF): | 77 (P.O.) / (SNCF)   |                                                                |                                                                |
| Streckenlänge: | 58,9 km              |                                                                |                                                                |
| Spurweite: | 1435 mm (Normalspur) |                                                                |                                                                |
| Maximale Neigung: | 16 ‰                 |                                                                |                                                                |
| |                      |                                                                |                                                                |
| \| \| \| Bahnstrecke Nevers–Chagny von Nevers \| \| \| \| 104,7 0,0 \| Étang-sur-Arroux \| 277 m \| \| \| 0,2 \| Arroux (85 m) \| Arroux (85 m) \| \| \| 0,4 \| Bahnstrecke Nevers–Chagny nach Chagny \| Bahnstrecke Nevers–Chagny nach Chagny \| \| \| 5,5 \| Brion-Laizy \| 282 m \| \| \| ~14,3 \| Bahnstrecke Autun–Château-Chinon von Ch.-Chinon (Meterspur) \| Bahnstrecke Autun–Château-Chinon von Ch.-Chinon (Meterspur) \| \| \| ~14,5 \| D 681 (ehem. N 81) \| D 681 (ehem. N 81) \| \| \| 14,6 \| Autun \| 306 m \| \| \| ~14,9 \| D 980 (ehem. N 80) \| D 980 (ehem. N 80) \| \| \| ~15,5 \| D 681 (ehem. N 494) \| D 681 (ehem. N 494) \| \| \| 18,2 \| L’Orme-Saint-Pantaléon \| 300 m \| \| \| ~18,1 \| Mines Les Télots \| Mines Les Télots \| \| \| 22,0 \| Dracy-Saint-Loup \| 300 m \| \| \| 22,4 \| Bahnstrecke Cravant-Bazarnes–Dracy-Saint-Loup n. Auxerre-St-G. \| Bahnstrecke Cravant-Bazarnes–Dracy-Saint-Loup n. Auxerre-St-G. \| \| \| 22,5 \| Beginn Entwidmung \| Beginn Entwidmung \| \| \| \| LGV Sud-Est (Marseille-St-Charles–Paris-Lyon) \| \| \| \| 29,5 \| Sully \| 317 m \| \| \| 32,1 \| Sully-le-Château \| 323 m \| \| \| 33,1 \| Drée (40 m) \| Drée (40 m) \| \| \| \| Bahnstrecke Épinac–Pouillenay von Pouillenay \| \| \| \| 37,0 \| Épinac-les-Mines \| 343 m \| \| \| \| Bahnstrecke Dijon–Épinac nach Dijon \| \| \| \| 41,2 \| Saisy-la-Forêt \| 378 m \| \| \| 42,1 \| Tunnel de Changey (1210 m) \| Tunnel de Changey (1210 m) \| \| \| ~42,3 \| Département Saône-et-Loire / Côte-d’Or \| Département Saône-et-Loire / Côte-d’Or \| \| \| 45,9 \| Viaduc du Chambon ou de Rocheabec (195 m) \| Viaduc du Chambon ou de Rocheabec (195 m) \| \| \| 48,9 \| Viaduc de Nolay ou de Cormot (Cosanne; 158 m) \| Viaduc de Nolay ou de Cormot (Cosanne; 158 m) \| \| \| 50,0 \| Nolay \| 342 m \| \| \| ~50,9 \| Département Côte-d’Or / Saône-et-Loire \| Département Côte-d’Or / Saône-et-Loire \| \| \| 54,1 \| Paris-L’Hôpital \| 289 m \| \| \| 55,1 \| Tunnel de Sampigny (101 m) \| Tunnel de Sampigny (101 m) \| \| \| ~56,7 \| Département Saône-et-Loire / Côte-d’Or \| Département Saône-et-Loire / Côte-d’Or \| \| \| 58,8 \| Ende Entwidmung \| Ende Entwidmung \| \| \| 58,9 157,8 \| Bahnstrecke Nevers–Chagny von Nevers \| Bahnstrecke Nevers–Chagny von Nevers \| \| \| 158,4 \| Santenay-les-Bains \| 216 m \| \| \| \| Bahnstrecke Nevers–Chagny nach Chagny \| \| |                      |                                                                |                                                                |
| |                      | Bahnstrecke Nevers–Chagny von Nevers                           |                                                                |
| Bahnhof | 104,7 0,0            | Étang-sur-Arroux                                               | 277 m                                                          |
| Brücke über Wasserlauf | 0,2                  | Arroux (85 m)                                                  | Arroux (85 m)                                                  |
| Abzweig geradeaus und nach rechts | 0,4                  | Bahnstrecke Nevers–Chagny nach Chagny                          | Bahnstrecke Nevers–Chagny nach Chagny                          |
| Haltepunkt / Haltestelle | 5,5                  | Brion-Laizy                                                    | 282 m                                                          |
| U-Bahn-Strecke nach halbrechts und von links · Kreuzung geradeaus oben · U-Bahn-Strecke quer | ~14,3                | Bahnstrecke Autun–Château-Chinon von Ch.-Chinon (Meterspur)    | Bahnstrecke Autun–Château-Chinon von Ch.-Chinon (Meterspur)    |
| U-Bahn-Strecke · Brücke | ~14,5                | D 681 (ehem. N 81)                                             | D 681 (ehem. N 81)                                             |
| U-Bahn-Kopfbahnhof Streckenende · Bahnhof | 14,6                 | Autun                                                          | 306 m                                                          |
| Strecke mit Straßenbrücke | ~14,9                | D 980 (ehem. N 80)                                             | D 980 (ehem. N 80)                                             |
| Bahnübergang | ~15,5                | D 681 (ehem. N 494)                                            | D 681 (ehem. N 494)                                            |
| ehemaliger Haltepunkt / Haltestelle | 18,2                 | L’Orme-Saint-Pantaléon                                         | 300 m                                                          |
| Abzweig geradeaus und von links | ~18,1                | Mines Les Télots                                               | Mines Les Télots                                               |
| ehemaliger Bahnhof | 22,0                 | Dracy-Saint-Loup                                               | 300 m                                                          |
| Abzweig geradeaus und nach links | 22,4                 | Bahnstrecke Cravant-Bazarnes–Dracy-Saint-Loup n. Auxerre-St-G. | Bahnstrecke Cravant-Bazarnes–Dracy-Saint-Loup n. Auxerre-St-G. |
| | 22,5                 | Beginn Entwidmung                                              | Beginn Entwidmung                                              |
| Strecke quer |                      | LGV Sud-Est (Marseille-St-Charles–Paris-Lyon)                  | LGV Sud-Est (Marseille-St-Charles–Paris-Lyon)                  |
| Bahnhof (Strecke außer Betrieb) | 29,5                 | Sully                                                          | 317 m                                                          |
| Haltepunkt / Haltestelle (Strecke außer Betrieb) | 32,1                 | Sully-le-Château                                               | 323 m                                                          |
| Brücke über Wasserlauf (Strecke außer Betrieb) | 33,1                 | Drée (40 m)                                                    | Drée (40 m)                                                    |
| Abzweig geradeaus und von links (Strecke außer Betrieb) |                      | Bahnstrecke Épinac–Pouillenay von Pouillenay                   | Bahnstrecke Épinac–Pouillenay von Pouillenay                   |
| Bahnhof (Strecke außer Betrieb) | 37,0                 | Épinac-les-Mines                                               | 343 m                                                          |
| Abzweig geradeaus und nach links (Strecke außer Betrieb) |                      | Bahnstrecke Dijon–Épinac nach Dijon                            | Bahnstrecke Dijon–Épinac nach Dijon                            |
| Haltepunkt / Haltestelle (Strecke außer Betrieb) | 41,2                 | Saisy-la-Forêt                                                 | 378 m                                                          |
| Tunnel (Strecke außer Betrieb) | 42,1                 | Tunnel de Changey (1210 m)                                     | Tunnel de Changey (1210 m)                                     |
| Grenze | ~42,3                | Département Saône-et-Loire / Côte-d’Or                         | Département Saône-et-Loire / Côte-d’Or                         |
| Brücke (Strecke außer Betrieb) | 45,9                 | Viaduc du Chambon ou de Rocheabec (195 m)                      | Viaduc du Chambon ou de Rocheabec (195 m)                      |
| Brücke über Wasserlauf (Strecke außer Betrieb) | 48,9                 | Viaduc de Nolay ou de Cormot (Cosanne; 158 m)                  | Viaduc de Nolay ou de Cormot (Cosanne; 158 m)                  |
| Bahnhof (Strecke außer Betrieb) | 50,0                 | Nolay                                                          | 342 m                                                          |
| Grenze | ~50,9                | Département Côte-d’Or / Saône-et-Loire                         | Département Côte-d’Or / Saône-et-Loire                         |
| Bahnhof (Strecke außer Betrieb) | 54,1                 | Paris-L’Hôpital                                                | 289 m                                                          |
| Tunnel (Strecke außer Betrieb) | 55,1                 | Tunnel de Sampigny (101 m)                                     | Tunnel de Sampigny (101 m)                                     |
| Grenze | ~56,7                | Département Saône-et-Loire / Côte-d’Or                         | Département Saône-et-Loire / Côte-d’Or                         |
| | 58,8                 | Ende Entwidmung                                                | Ende Entwidmung                                                |
| Abzweig geradeaus und von rechts | 58,9 157,8           | Bahnstrecke Nevers–Chagny von Nevers                           | Bahnstrecke Nevers–Chagny von Nevers                           |
| Haltepunkt / Haltestelle | 158,4                | Santenay-les-Bains                                             | 216 m                                                          |
| |                      | Bahnstrecke Nevers–Chagny nach Chagny                          |                                                                |

Die Bahnstrecke Étang–Santenay (auch Chemin de fer de l’Autunois) ist eine ehemalige, eingleisige Bahnstrecke in Frankreich. Sie wurde zwischen 1867 und 1870 in Betrieb genommen und in zwei Etappen 1979 und 2011 geschlossen. 1989 wurden darüber hinaus 36 von 59 km entwidmet. Eine Besonderheit dieser Strecke ist der Anschluss an die gleiche Stammstrecke sowohl an ihrem Anfangs- als auch am Endpunkt. Während die Stammstrecke im Trennungsbahnhof Étang-sur-Arroux einen Bogen in Richtung Südosten und dann zurück Nordosten beschreibt, führt Étang–Santenay ab Étang deutlich nach Nordosten und dann zurück nach Südosten. Die durch diese Strecken entstehende mittlere Fläche entspricht grob einem auf der Spitze stehenden Quadrat.

## Geschichte

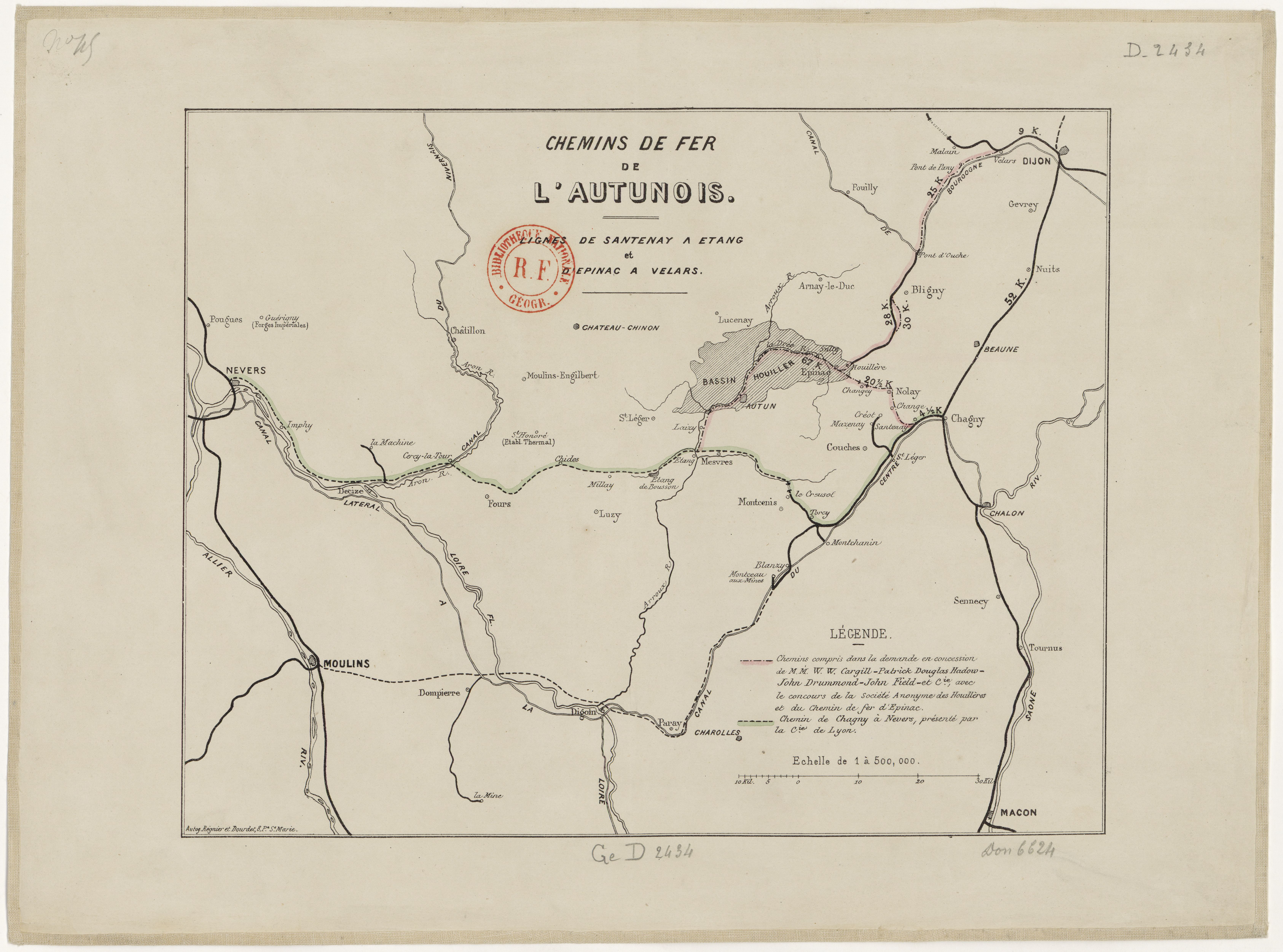
Karte mit geplanter Trasse 1860

Noch vor Inbetriebnahme der Stammstrecke durch die Chemin de fer de Paris à Orléans (P.O.) wurde von ihr beim Ministerium für Landwirtschaft, Handel und öffentliche Arbeiten bereits der Bau und Betrieb dieser Strecke beantragt. Die Genehmigung erfolgte am 11. Juni 1863. Am 23. Januar 1864 wurde ihr öffentliches Interesse, also auch die Erlaubnis für Personenverkehr zuerteilt. Die Kosten wurden mit 5 Mio. FF veranschlagt. Grund für den Bau war die Versorgung eines Bergbaugebietes rund um Autun und Epinac.
Der Bau ging zügig vonstatten, obwohl mit einem über 1200 Meter langen Tunnel und zwei 158 bzw. 195 langen Viadukten auch größere Kunstbauten zu errichten waren. Die Eröffnung der ersten Teilstrecke zwischen Étang-sur-Arroux und Autun fand am 16. September 1867, die zweite von Autun nach Epinac gut ein Jahr später am 26. Oktober 1868 und der Lückenschluss zur Stammstrecke von Epinac nach Santenay am 13. Juni 1870 statt.
Der Abschnitt von Dracy-St.-Loup nach Santenay wurde am 29. September 1979 für den Personenverkehr unterbrochen, weil die LGV-Schnellfahrstrecke Combs-la-Ville–Saint-Louis gebaut werden sollte. Die Strecke diente noch zur Versorgung der Baustelle und wurde nach Abschluss der Arbeiten am 10. November 1981 stillgelegt. Da die LGV-Trasse niveaugleich gebaut worden ist, wurde die ehemalige Trasse der Bahnstrecke Étang–Santenay endgültig zerstört. Mit Datum vom 24. September 1989 wurde ein Dekret über die Stilllegung veröffentlicht.
Im Jahre 2008 wurde zwischen Santenay und Nolay auf der ehemaligen Trasse ein Spazierweg eröffnet, der auch für Fahrradfahrer freigegeben ist und der 2011 bis zum Changey-Tunnel an der D 973 verlängert wurde. Zwischen 2014 und 2019 wurde im Abschnitt Epinac–Dracy-Saint-Loup ebenfalls die Trasse entsprechend umgerüstet. Um beide Abschnitte zu verbinden, müsste der Changey-Tunnel freigegeben werden, dessen Besitzer aber offensichtlich einen sehr hohen Preis für den Verkauf verlangt. Zur Umgestaltung der Strecke zwischen Autun und Dracy, die seit Dezember nicht mehr befahren wird, laufen Gespräche mit der SNCF. Ziel wäre es, die gesamte ehemalige Bahnstrecke als kombinierten Fuß-/ Radweg herzustellen.
In den 13 Monaten zwischen November 2016 und Dezember 2017 war die knapp 15 km lange Strecke zwischen Étang-sur-Arroux und Autun vollständig geschlossen, um Modernisierungsarbeiten durchzuführen. Befürchtungen der Bevölkerung, dies könne das endgültige Aus der Strecke bedeuten, bewahrheiteten sich nicht.